# Francisco Zuela
Francisco Zuela (Luanda, 3 de agosto de 1983), é um futebolista angolano que joga actualmente no FC Alania Vladikavkaz.

## Carreira
Zuela representou o elenco da Seleção Angolana de Futebol no Campeonato Africano das Nações de 2013.